# Svalövs kyrka
Svalövs kyrka är en kyrkobyggnad i Svalöv. Den tillhör Svalövsbygdens församling i Lunds stift. Kyrkan ligger cirka 2 km norr om Svalövs centrum intill Länsväg 106 mot Kågeröd.

## Kyrkobyggnaden
Svalövs kyrka invigdes den 28 juli 1878 och ersatte en äldre kyrka byggd 1175 av Mårten Stenmästare. Grunderna till den gamla kyrkan är bevarade. Kyrkobyggnaden består av ett 38 meter långt och 15 meter brett långhus med kor i öster. Vid långhusets västra sida finns ett är 30 meter högt kyrktorn med vapenhus i bottenvåningen.

## Inventarier
I kyrkan står en dopfunt i sandsten tillverkad någon gång på 1200-talet. Tillhörande dopfat är från 1647. Predikstolen med snidade träfigurer föreställande de fyra evangelisterna är skänkt av kyrkoherde Josua Colliander. 1860 skänkte friherrinnan Eva Berg von Linde ett orgelharmonium till kyrkan som sedan var i bruk fram till 1895. På kyrkans 100-årsdag invigdes kyrkans nuvarande orgel. Orgeln är tillverkad av Mårtenssons orgelfabrik och har 29 stämmor och två manualer. Kyrksilvret stals 1980, men ersattes av nytt som designats efter fotografier och måttuppgifter.

### Orgel
- 1895 byggde Salomon Molander & Co, Göteborg en orgel med 10 stämmor.
- 1927 byggde A. Mårtenssons Orgelfabrik AB, Lund en orgel med 14 stämmor.
- Den nuvarande orgeln byggdes 1978 av A. Mårtenssons Orgelfabrik AB, Lund och orgeln har mekanisk traktur och elektrisk registratur. Orgeln har fria och fasta kombinationer. Fasaden är från 1895 års orgel.

| Huvudverk I         | Svällverk II           | Pedal         | Koppel |
| Gedacktpommer 16´   | Rörflöjt 8´            | Subbas 16´    | I/P    |
| Principal 8´        | Fugara 8´              | Oktavbas 8´   | II/P   |
| Gedackt 8´          | Unda maris 8'          | Gedackt 8´    | II/I   |
| Oktava 4'           | Italiensk Principal 4' | Oktava 4'     |        |
| Spetsflöjt 4'       | Koppelflöjt 4'         | nachthorn 4'  |        |
| Blockflöjt 2'       | Kvint 2 2/3'           | Mixtur 4 chor |        |
| Sesquialtera 2 chor | Oktava 2'              | Fagott 16'    |        |
| Mixtur 4 chor       | Ters 1 3/5'            | Skalmeja 4'   |        |
| Trumpet 8'          | Nasat 1 1/3'           |               |        |
|                     | Sifflöjt 1'            |               |        |
|                     | Scharf 3 chor          |               |        |
|                     | Krumhorn 8'            |               |        |
|                     | Tremulant              |               |        |
|                     | Crescendosvällare      |               |        |

## Bildgalleri

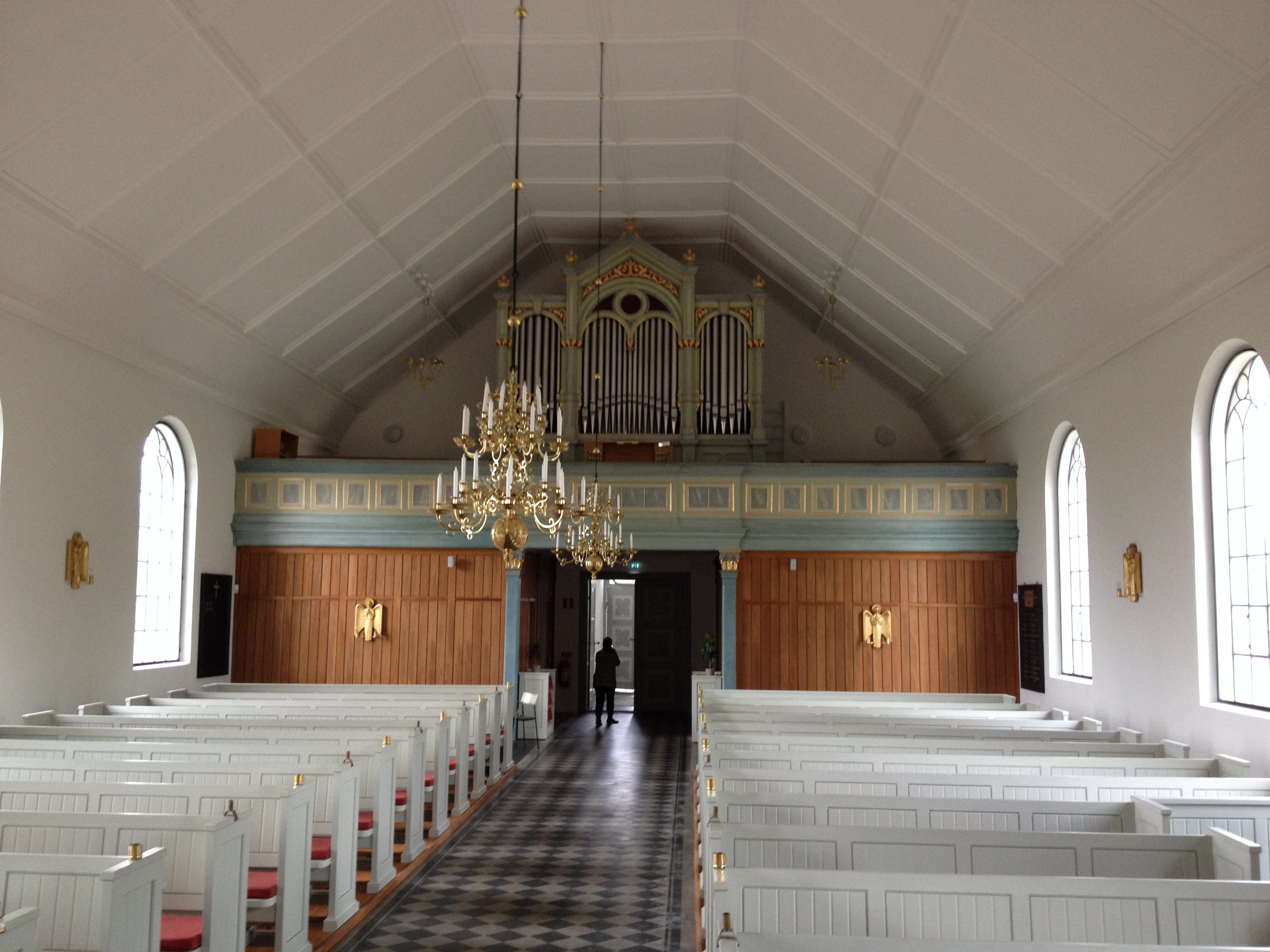
Kyrkorum mot ingången
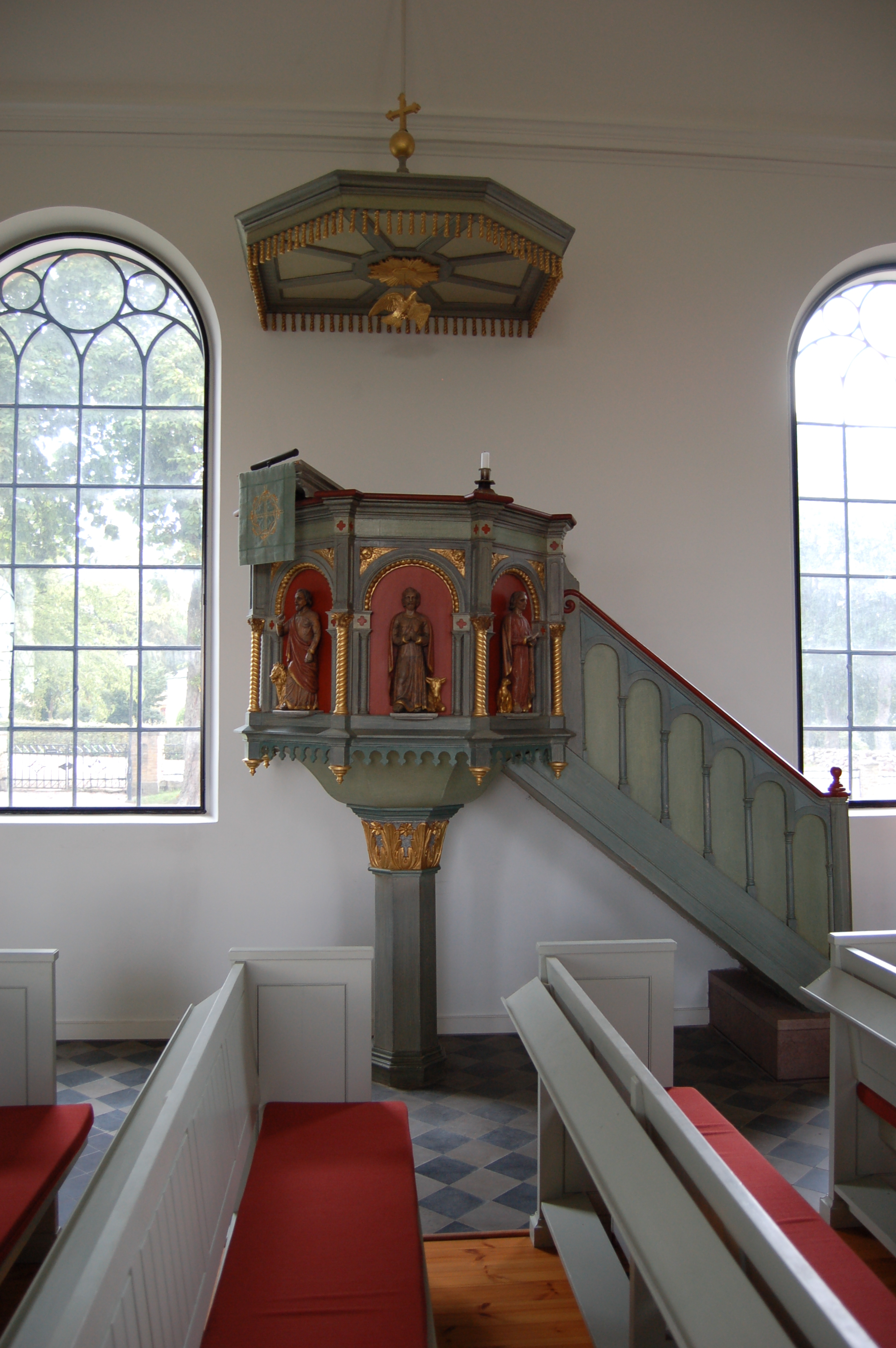
Predikstol
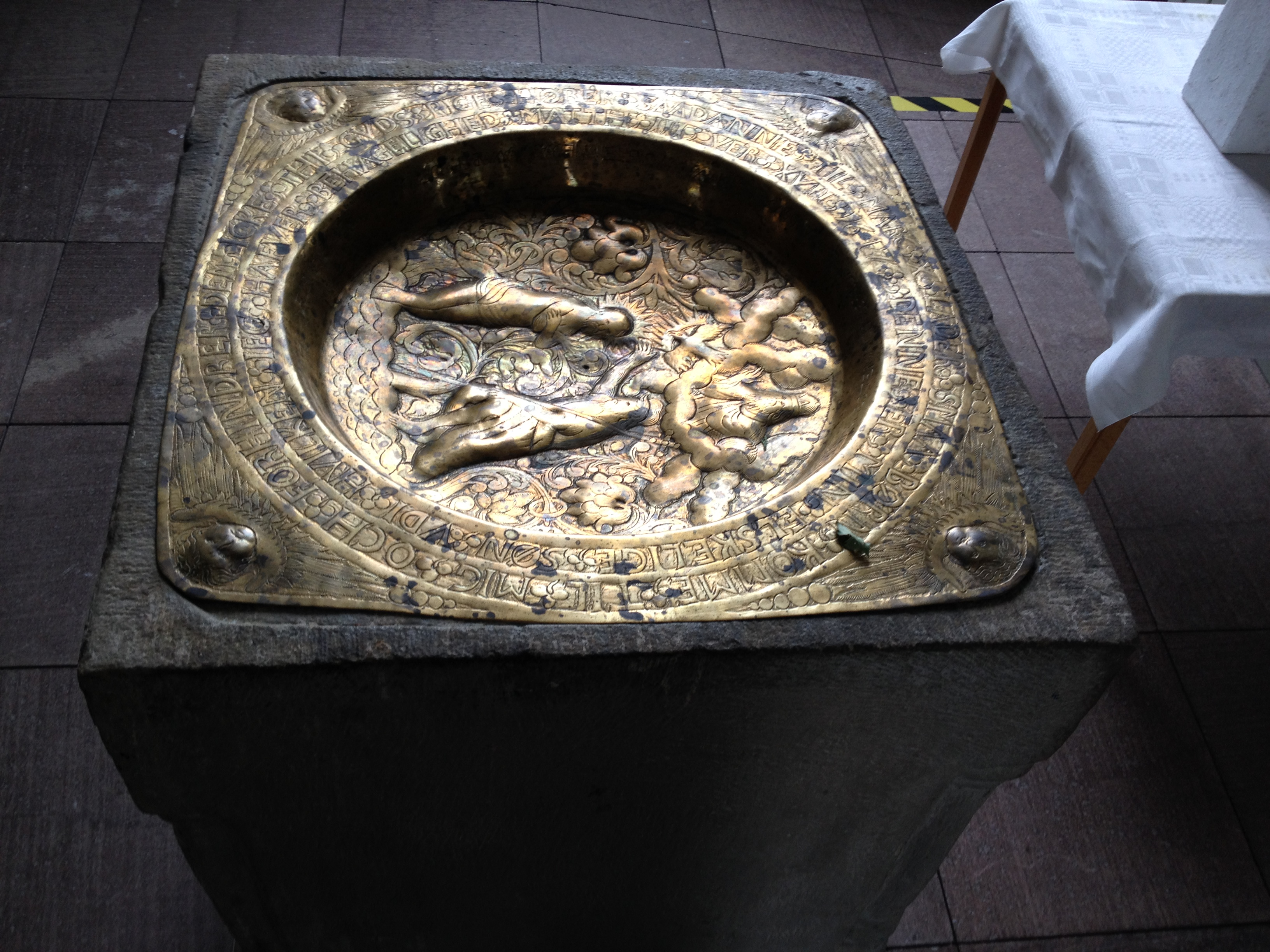
Dopfunt
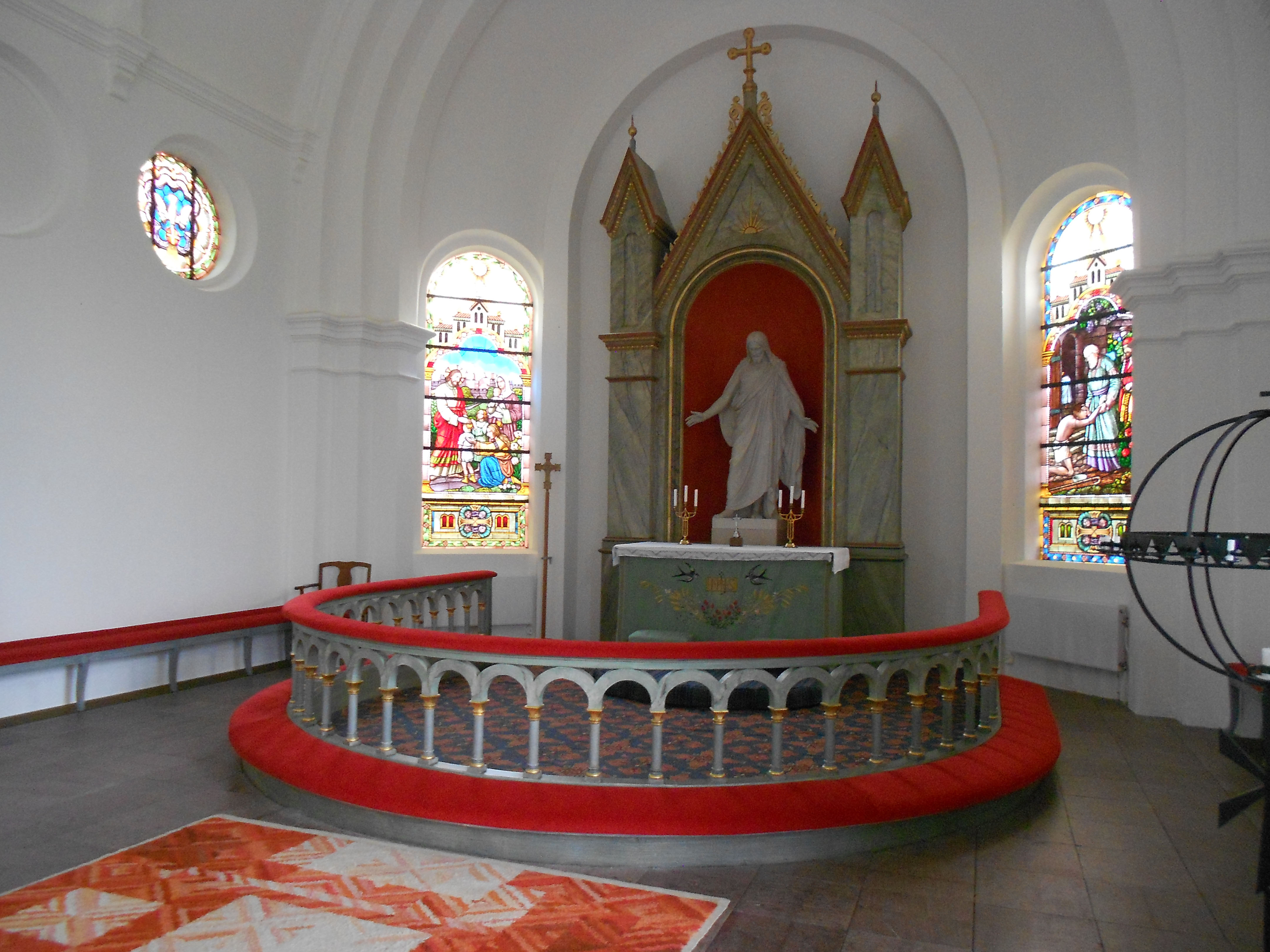
Altare